# 反轉畸節蜱
反轉畸節蜱（学名：Abacarus inversus）为節蜱科畸節蜱屬下的一个种。